# PK愛情
《PK愛情》（英語：》）是新加坡雙語網站xinmsn為慶祝一週年開拍的首部網上劇集，由新傳媒拍攝，2011年4月4日在xinmsn播出，稍後在U頻道播出。

## 故事概要
電視台主辦了一個全新的實況遊戲節目《PK愛情》，挑選談情說愛的高手。遊戲有許多不同的任務，四男四女因為不同的目的背景,參加了比賽，就在這重重任務當中，挑戰著愛情觀念的極限的遊戲，誰能憑得高分，獲得情聖的最高榮譽呢?

## 演員表

### 參賽者
| 演 員    | 角 色    | 人 物 描 述 |
| 黃靖倫   | 李秀衍   | 是一個電腦工程師，表面看起來木訥，其實擁有浪漫因子。由於父母長期過於期待要求，導致他一直循規蹈矩過日子。他被迫代替朋友參加節目，卻意外碰到令他一見鍾情的女生。                                          |
| 曾詠霖   | 曉奕     | 自認品味超凡，講究名牌。自信，目空一切，愛面子，由於父母寵愛有加，得天獨厚，但是也由於父母寵愛，導致自己性格內渴望一種不安全感，追求自己一直鄙視的浪漫，卻又不知道自己到底需要什麼。                    |
| 谢俊峰   | 承羲     | 打扮帥氣，桀驁不馴，高大英俊。風趣幽默，最怕責任，製造浪漫的高手，為了開心，無所不用其極，標準commitment phobia，一輩子都處於被愛，決定去尋找一次自己的愛情，邂逅曉奕，認定曉奕就是自己想要的一見鍾情。 |
| 馬藝瑄   | Prisilia | 打扮性感，引人注目，身材一流。開放性感，自認對於男人瞭如指掌，卻發現在遊戲當中自己魅力全失，接受不了打擊。                                                                                              |
| 徐鳴杰   | Nicholas | 打扮入時講究，無牌不歡，整齊乾淨。圓滑，自私，聰明，世故，神秘，為達目的不擇手段。 |
| 陳欣淇   | Isabelle | 打扮嫵媚，名牌主義，講究時尚。物質主義，投機主義，虛榮，嫉妒心重。 |
| 陳羅密歐 | Ash      | 帥哥，四肢發達，高大威猛，肌肉男。自以為很帥，自信大於能力，頭腦簡單，愛搶風頭。 |
| 洪子惠   | Kimmy    | 相貌平凡，低調，肉感神經質，敏感，雖為狗仔但是還是有善良一面。 |
| 謝韻儀   | Coco     | 嚴肅、愛抱怨、冷酷無情。 |
| 王祿江   | 宇森     | 不認老，自稱帥哥，愛扮可愛，自以為才高八斗。 |
| 仲璇     | Candice  | 可愛日系美少女，性格單純，反應慢，常被欺負。 |
| 下雪     | 曉奕友   | 客串角色，曉奕的朋友。 |

## 外部連結
- 《PK愛情》的Facebook專頁
- 《PK愛情》的X（前Twitter）

1. ↑  “Singapore blogger Xiaxue to cameo on Let’s Play Love [新加坡博客作者下雪將在《PK愛情》客串演出] （页面存档备份，存于）”，xin.msn.com，2011年3月29日，最後訪問於2014年8月5日。